# Megarthroglossus procus
Megarthroglossus procus är en loppart som beskrevs av Jordan et Rothschild 1915. Megarthroglossus procus ingår i släktet Megarthroglossus och familjen mullvadsloppor. Inga underarter finns listade i Catalogue of Life.